# Classe ATC C08
La classe ATC C08, dénommée « Inhibiteurs calciques », est un sous-groupe thérapeutique de la classification anatomique, thérapeutique et chimique, développée par l'OMS pour classer les médicaments et autres produits médicaux. La classe ATC vétérinaire correspondante dans la classification ATCvet est QC08. Le sous-groupe présenté ici est celui établi par l'OMS, et peut donc différer des versions dérivées utilisées dans certains pays. Il fait partie du groupe anatomique C de la classification, intitulé « Système cardio-vasculaire ».

## C08C Inhibiteurs calciques sélectifs à effets vasculaires

### C08CA Dérivés de la dihydropyridine
C08CA01 Amlodipine
C08CA02 Félodipine
C08CA03 Isradipine
C08CA04 Nicardipine
C08CA05 Nifédipine
C08CA06 Nimodipine
C08CA07 Nisoldipine
C08CA08 Nitrendipine
C08CA09 Lacidipine
C08CA10 Nilvadipine (en)
C08CA11 Manidipine
C08CA12 Barnidipine
C08CA13 Lercanidipine
C08CA14 Cilnidipine (en)
C08CA15 Bénidipine (en)
C08CA16 Clévidipine
C08CA55 Nifédipine en association

### C08CX Autres inhibiteurs calciques sélectifs à effets vasculaires
C08CX01 Mibéfradil

## C08D Inhibiteurs calciques sélectifs à effets cardiaques directs

### C08DA Dérivés de la phénylalkylamine
C08DA01 Vérapamil
C08DA02 Gallopamil (en)
C08DA51 Vérapamil en association

### C08DB Dérivés de la benzothiazépine
C08DB01 Diltiazem

## C08E Inhibiteurs calciques non sélectifs

### C08EA Dérivés de la phénylalkylamine
C08EA01 Fendiline (en)
C08EA02 Bépridil (en)

### C08EX Autres inhibiteurs calciques non sélectifs
C08EX01 Lidoflazine (en)
C08EX02 Perhexiline (en)

## C08G Inhibiteurs calciques et diurétiques

### C08GA Inhibiteur calcique et diurétique
C08GA01 Nifédipine et diurétiques
C08GA02 Amlodipine et diurétiques